# 潘簾

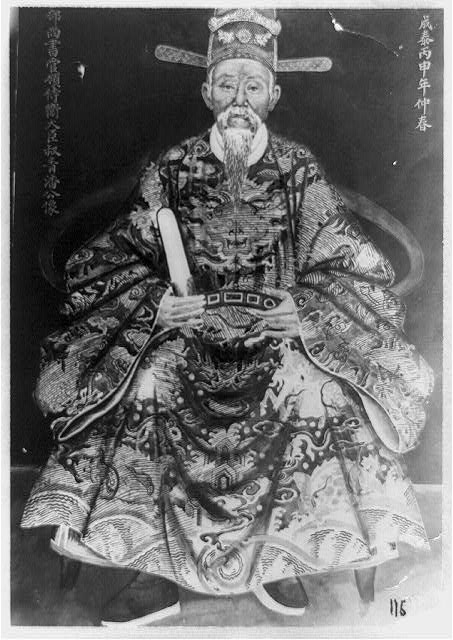
兵部尚書官領侍衛大臣叔青潘公像

潘簾（越南语：／；1833年10月12日—1896年10月21日），初名潘清菘（越南语：／），後改名潘清簾（越南语：／），同慶年間避皇叔母裴氏清諱，去“清”字，改名潘簾，字叔青
，別號蘭農（越南语：／），越南阮朝官员。

## 生平
潘簾是永隆人，明命十四年八月二十九日（1833年10月12日）出生，父親是阮朝重臣潘清簡。嗣德二十年（1867年），法國軍隊入侵南圻西三省，潘清簡絕食而死。次年（1868年），潘簾和弟弟潘荪（原名潘清荪）在永隆招集義兵，反抗法國入侵。
潘簾不敵法軍，後退入平順省，跟隨阮知方前往北圻河內。嗣德二十六年（1873年），法軍攻佔河內，潘簾兄弟被抓。次年（1874年），越法簽訂《第二次西貢條約》，潘簾兄弟被法軍釋放。隨後奉詔前往京城順化。
潘簾在順化期間，和范富庶、裴殷年交往密切，憑藉文采顯名。後被任命為翰林院修撰。嗣德三十四年（1881年）二月，潘簾密摺陳奏開商開礦事宜，但嗣德帝認為意見雖好，但“言易行難”。四月，嗣德帝命潘簾前往廣安省勘探煤礦，同時表示，如果潘簾只會“空言無成”，必然要受到處分。十月，潘簾上呈驗煤之法，戡煤成功。
同慶乙酉年（1885年），潘簾任承天府尹，法軍徵調民夫，承天府應對遲緩，遭到法軍呵斥，潘簾因此被撤職。同慶元年（1886年）二月，潘簾升侍郎，加參知銜，充左直畿欽差大臣，在廣南省、平定省一帶鎮壓義軍。同慶二年（1887年）七月，因功實授參知銜，領順慶總督。但八月又遭貶官，同慶帝以他疾病纏身為由，令他回鄉養病，不許進京謁見皇帝。不久法國欽使打算重新起用潘簾，但他多次推辭不就。於是，同慶帝將潘簾下廷議，降為翰林院編修，勒令致事。
成泰元年（1889年），潘簾起復，再任承天府尹。後改任吏部參知。成泰七年（1895年），充管領侍衛大臣。成泰八年（1896年），成泰帝巡幸海雲關，潘簾冒病隨駕。同年九月十五日（1896年10月12日），潘簾去世，壽六十四歲，葬安舊社。追贈兵部尚書。

## 家庭
潘簾有多位妻妾。
- 夫人阮氏瑛，嘉定人
- 如夫人范氏良合

潘簾有子女九人，五人早殤。
- 潘焞恪，蔭授機密院員外郎
- 潘焞愷，務農
- 潘焞憪，成泰六年秀才
- 潘氏琉

## 腳註
1. ↑  《大南實錄》正編列傳二集 卷二十六 潘清簡傳：子二，清簾仕至尚書，清蓀仕至鴻臚寺。
2. ↑  .   [2011-03-22]. （原始内容存档于2016-03-04）.
3. ↑  《大南實錄》正編第六紀 卷七 同慶二年七月 設順慶官吏條。